# Liangkang Kangri
Der Liangkang Kangri (auch Liankang Kangri) ist ein Gipfel im Himalaya an der Grenze zwischen Bhutan und der Volksrepublik China sowie am südöstlichen Endpunkt eines von beiden Staaten beanspruchten Territoriums.
Der Liangkang Kangri ist 7534 m hoch. Nach Süden führt ein Grat zum 7570 m hohen 2 km südsüdöstlich gelegenen Gangkhar Puensum. Aufgrund der geringen Schartenhöhe von 234 m gilt der Liangkang Kangri nicht als eigenständiger Berg. Nach Westen führt ein Bergkamm zum 6680 m hohen Chumhari Kang. Der Liangkanggletscher an der Nordwestflanke sowie der Namsanggletscher an der Ostflanke des Liangkang Kangri bilden das Quellgebiet des Lhobrak Chhu, ein Quellfluss des Kuri Chhu. Der Gletscher an der Südwestflanke gehört zum Einzugsgebiet des Mangde Chhu.

## Besteigungsgeschichte
Der Liangkang Kangri wurde 1999 von einer japanischen Expedition erstbestiegen.
Am 4. Mai 1999 erreichte Kiyohiko Suzuki gemeinsam mit vier weiteren Expeditionsteilnehmern den Gipfel über den Nordostgrat. Am darauffolgenden Tag erklomm A. Yamamoto ebenfalls mit vier Begleitern den Gipfel.